# Émile Bayle
Claude-Émile Bayle (* 18. Oktober 1819 in  La Rochelle; † 17. Januar 1895) war ein französischer Paläontologe und Mineraloge.

## Leben
Bayle wuchs in La Rochelle auf, interessierte sich früh für Naturgeschichte (seine Familie war mit der des Paläontologen Alcide Dessalines d’Orbigny verwandt und er mit ihm eng befreundet) und studierte ab 1838 an der École polytechnique und 1842 bis 1844 an der Ecole des Mines. Zu seinen Lehrern zählen Élie de Beaumont und Ours-Pierre-Armand Petit-Dufrenoy. Danach war er an im Corps des Mines, wo er Chefingenieur wurde, die paläontologische Sammlung aufbaute und katalogisierte (auf rund 185.000 Karteikarten, die Sammlung ist seit 1978 in der Universität Claude Bernard in Lyon), ab 1848 Paläontologie und Mineralogie lehrte und 1864 Professor für Paläontologie wurde. 1881 wurde er emeritiert.
Er hatte auch eine Professur für Paläontologie am Muséum national d’histoire naturelle.
Als Paläontologe befasste er sich mit Rudisten, Mollusken (speziell Muscheln aus Kreide, Jura) und tertiären Säugetieren, bearbeitete Fossilien aus Algerien und befasste sich allgemein mit Fragen der Taxonomie und Nomenklatur.
Von ihm stammt der Fossilienatlas der Erläuterungen zur geologischen Karte Frankreichs, der 1878 erschien. Davor hatte er seit 1856 kaum etwas publiziert und auch der Fossilienatlas erschien ohne Textband.
Er war ab 1858 im Comité des travaux historiques et scientifiques für die Société géologique de France.

## Schriften
- Cours de minéralogie et de géologie appliquées aux constructions, 1869
- Extrait d'un Mémoire sur les fossiles secondaires recueillis dans le Chili par M. Ignace Domeyko,... et sur les terrains auxquels ils appartiennent. Par MM. Coquand,... et Bayle, 1860
- Notice sur le "listriodon splendens" et quelques autres mammifères découverts dans la mollasse miocène de La Chaux-de-Fonds, 1855
- Notice sur le système dentaire de l'"anthracotherium magnum", Cuvier, 1856
- Nouvelles Observations sur quelques espèces de rudistes, 1858
- Observations sur la structure des coquilles des hippurites, suivies de quelques remarques sur les radiolites, 1856
- Observations sur le "sphaerulites foliaceus" Lamarck, 1856
- Explication de la Carte Géologique  de la France. Atlas : Fossiles principaux des terrains, 2 Bände, 1878